# Yi-Li Keng
Yi Li Keng
Yi-Li Keng (耿以礼, pinyin Gěng Yǐlǐ) 1897-1975, est un botaniste chinois, de Nankin, spécialisé dans l’étude des Graminées (Poaceae), notamment de la tribu des Triticeae.

## Biographie
Après des études à l’Université de Nankin (appelée à l’époque Université nationale du sud-est), il partit en mission pour collecter des plantes dans la province du Zhejiang avec Hsen-Hsu Hu et Sung-Shu Chien. Il se rendit ensuite aux États-Unis pour étudier à l’Université George Washington et termina son master en 1932, et une thèse l’année suivante. Sa thèse intitulée The Grasses of China (1933), fournit le traitement de 154 genres et 536 espèces de Poacées.
De retour en Chine, Keng fut nommé professeur de botanique à l’Université de Nankin et à l’Institut de zoologie et de botanique de l’Academia Sinica. Keng étudia les bambous du genre Pleioblastus en s’appuyant sur les spécimens de l’Institut de zoologie et botanique et lors d’une mission en Chine du Sud-Ouest en 1935 qui lui permit de décrire six nouvelles espèces. Il se joignit ensuite à l’équipe de Nicholas Roerich (États-Unis) qui effectuait une mission en Mongolie intérieure pour collecter des graines de graminées de pâturage. En 1936, il publia un article sur les nouvelles Poaceae trouvées là-bas. 
La Seconde guerre sino-japonaise (1937-1945) débute avec l’invasion de la partie orientale de la Chine. De décembre 1937 à février 1938, des centaines de milliers de civils et soldats désarmés sont massacrés lors du massacre de Nankin par des soldats japonais. 
Il resta professeur durant les années de guerre lorsque le personnel académique de l'Université de Nankin a évacué Nankin.
Le genre Kengyilia (Poaceae) a été créé en son honneur par C.Yen & J.L.Yang.
Son fils Pai Chieh Keng, devint lui aussi botaniste et publia avec son père plusieurs études, notamment New Bamboos from Sichuan Province (1946).

## Quelques publications sélectionnées
- Y. L. Keng, « New grasses from China », Journal of the Washington Academy of Sciences, vol. 21, no 8,‎ 1931, p. 155–160 (JSTOR 24523565)
- Y. L. Keng, « The Genus Chikusichloa of Japan and China », Journal of the Washington Academy of Sciences, vol. 21, no 21,‎ 1931, p. 526–530 (JSTOR 24525812)
- Y. L. Keng, « Oxytenanthera felix, a new species of bamboo from Yunan, China », Journal of the Washington Academy of Sciences, vol. 30, no 10,‎ 1940, p. 425–426 (lire en ligne)
- Keng, Y. L., « New species and new names of grasses from Lower Yangtze Valley », Sinensia, Nanking, vol. 11, nos 5–6,‎ 1940, p. 407–414
- Yi-li Keng et Kwan-hou Keng, « Kokonoria, a new genus of Plantaginaceae from Tsinghai Province, China », Journal of the Washington Academy of Sciences, vol. 35, no 12,‎ 1945, p. 374–378 (JSTOR 24533208)[4]
- Keng, Yi-Li Keng et Keng, Pai-Chieh, « New bamboos from Szechwan Province, China », Journal of the Washington Academy of Sciences, vol. 36, no 3,‎ 1946, p. 76–86 (lire en ligne)
- Y. L. Keng, « Two new genera of grasses from China », Journal of the Washington Academy of Sciences, vol. 48, no 4,‎ 1958, p. 115–118 (JSTOR 24534530)
- Keng, Yi-Li et Keng, Pai-Chieh, « A New Combination of the Chinese Species in the Genus Duthiea Hackel (Gramineae) », Journal of Systematics and Evolution, vol. 10, no 2,‎ 1965, p. 182 (lire en ligne)